# Chiesa dei Santi Vito e Modesto (Incisa Val d'Arno)
La chiesa dei Santi Vito e Modesto si trova in località Loppiano nel comune di Figline e Incisa Valdarno.

## Storia
Era una delle più fiorenti pievi della diocesi di Fiesole, già citata nel secolo XI. L'ubicazione lungo l'antica strada il cui tracciato si snodava sulle alture evitando la pianura ancora paludosa ne aveva determinato la fondazione e la prosperità. Nel XII, con la costruzione del Castello detto dell'Ancisa fu detta San Vito all'Ancisa.  Nel XV secolo fu data, più volte da Pontefici diversi, in accomandita a prelati della famiglia Pandolfini. Con lo sviluppo del borgo annesso al castello, iniziò un progressivo declino della chiesa un po' lontano da esso che portò, alla fine, al trasferimento del titolo di pieve alla chiesa di Sant'Alessandro nel 1786 e a un certo degrado. Intorno alla metà dell'Ottocento le colonne vennero inglobate in grossi pilastri e la chiesa ha conservato del periodo romanico solo la struttura a tre navate.

## Descrizione
All'interno si trova all'altare sinistro la Madonna della cintola, tavola di qualità elevatissima di Francesco d'Antonio che reca una data frammentaria da leggersi probabilmente come 1427, e a quello destro un piccolo dipinto settecentesco raffigurante San Vito. Dal 1964 nella zona hanno preso dimora gli appartenenti al Movimento dei focolari.